# Sysojewa
Sysojewa (biał. Сысоева; ros. Сысоево, Sysojewo) – wieś na Białorusi, w obwodzie mohylewskim, w rejonie horeckim, w sielsowiecie Lenino. W 2009 roku liczyła 9 mieszkańców.